# Uznézia
Uznézia (en rus Узнезя) és un poble de la República de l'Altai, a Rússia. El 2016 tenia 501 habitants. Uznézia es troba a la riba dreta del riu Katun, a 16 km al nord de Txemal, la seu administrativa de la província.